# Wietlica alpejska
Wietlica alpejska (Athyrium distentifolium) – gatunek paproci z rodziny wietlicowatych (Athyriaceae). Występuje w Azji, Ameryce Północnej i w Europie. W Polsce, głównie w południowej części kraju w Sudetach i Karpatach.

## Morfologia
Bylina z podziemnym, rozgałęzionym kłączem, z którego co roku wyrasta wiele pionowo rozwiniętych liści od 30 do 100 cm wysokości. Pod ziemią występują kłącza.
LiścieJasnozielone, wyrastają lejkowato zebrane w rozetki na poziomym kłączu. Ogonek liściowy krótki, żółtawy lub czerwonawy, z plewiastymi łuskami. Blaszki podwójnie lub potrójnie pierzaste, krótkoogonkowe, o zarysie długolancetowatym. Odcinki pierwszego rzędu przeważnie skrętoległe, po obu stronach mają do 30 do 60 równowąskich odcinków drugiego rzędu od pierzastodzielnych do piłkowanych. Nasada blaszki często niesymetryczna: najniższy średni odcinek większy i równoległy do osadki. Liście zarodnikowe nie różnią się od liści płonnych.
ZarodnikiKupki zarodni koliste, pokryte szybko opadającą zawijką szczątkową, ułożone na dolnej stronie odcinków w dwóch rzędach wzdłuż nerwu głównego. Zarodniki dojrzewają w miesiącach: lipiec – wrzesień.
Gatunki podobneRoślina o urozmaiconych formach, która w stanie dojrzewania jest łatwa do odróżnienia od wietlicy samiczej: różni się tym, że ma kuliste kupki zarodni i szybko opadającą szczątkową zawijkę.

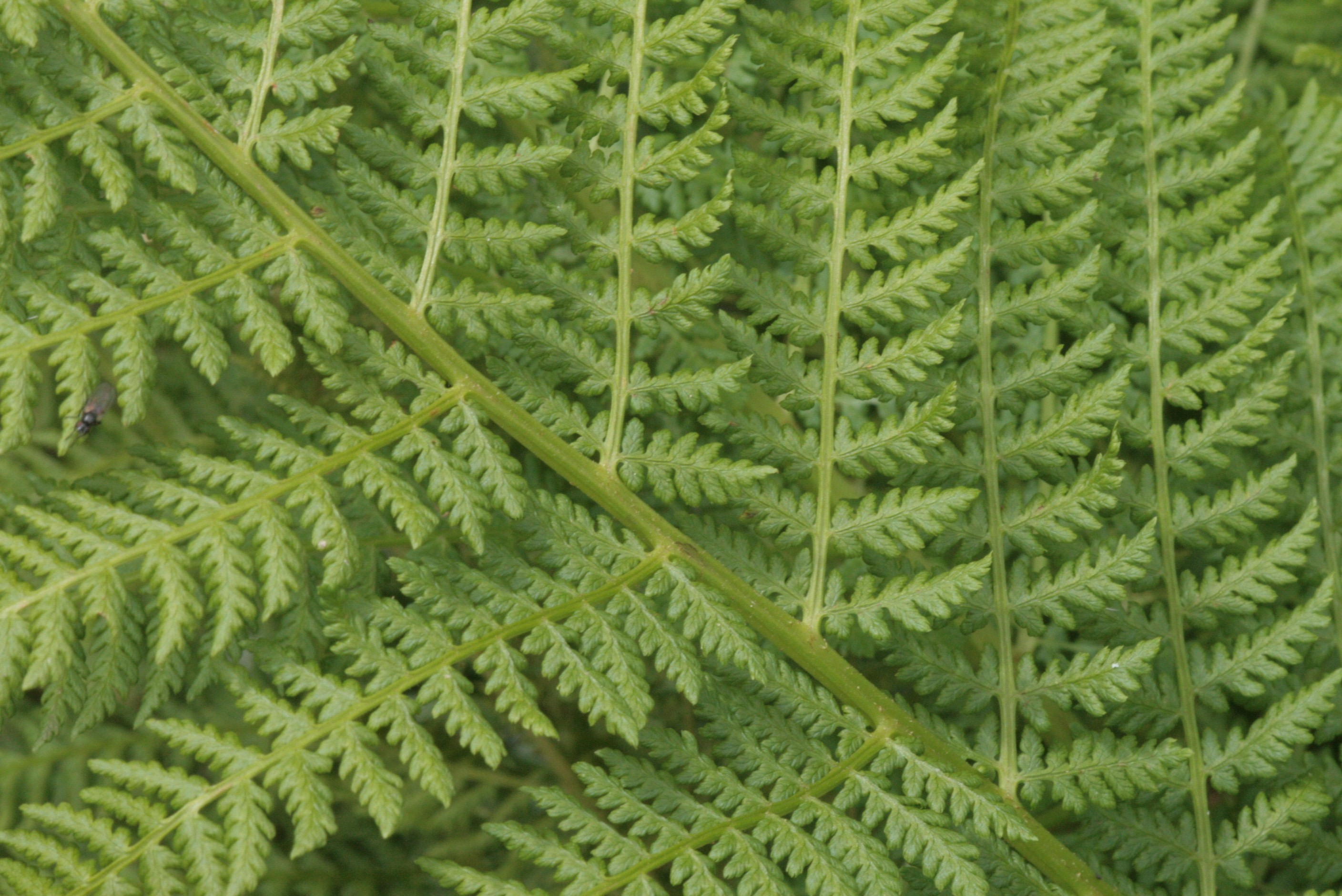
Blaszka liścia
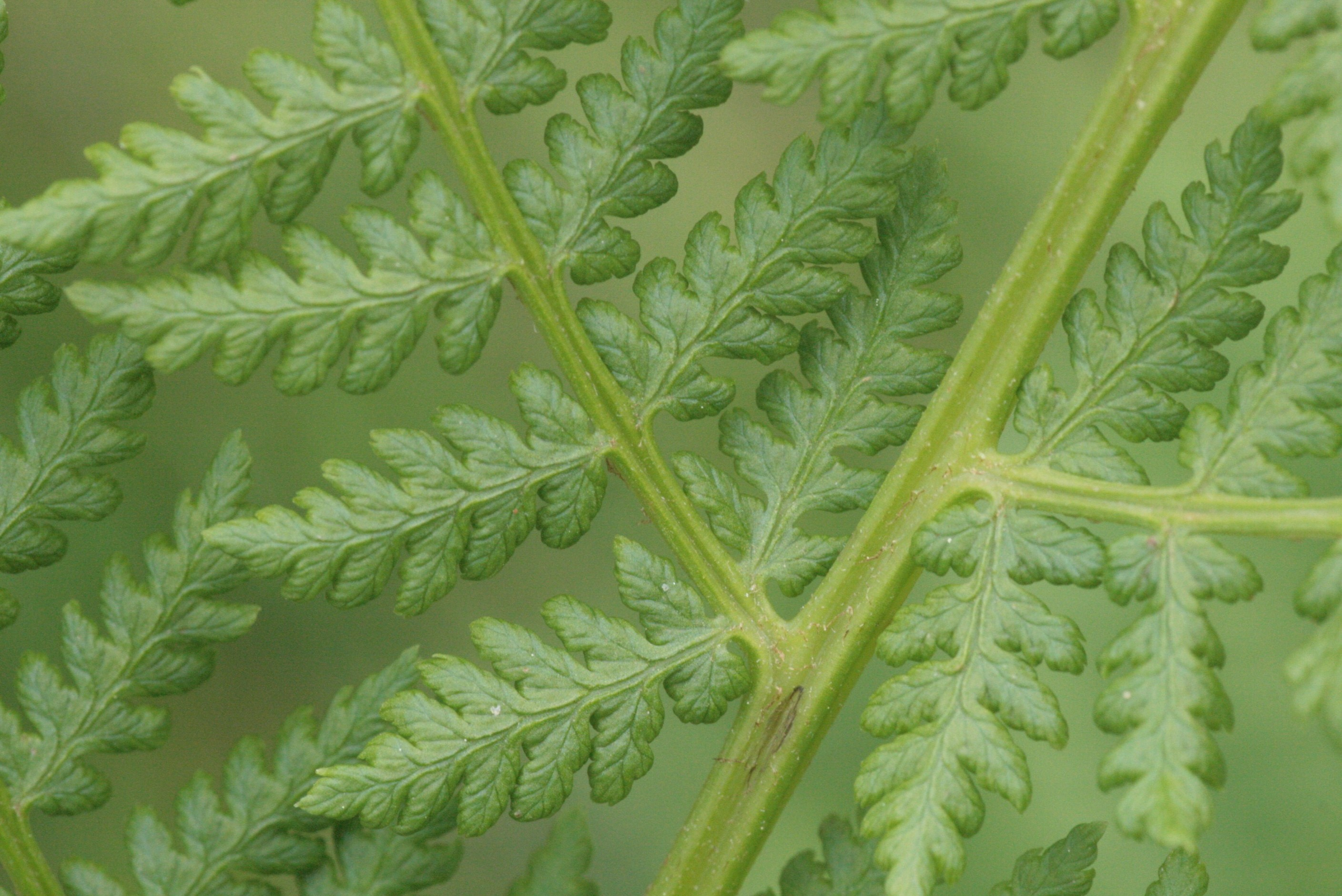
Odcinki liścia
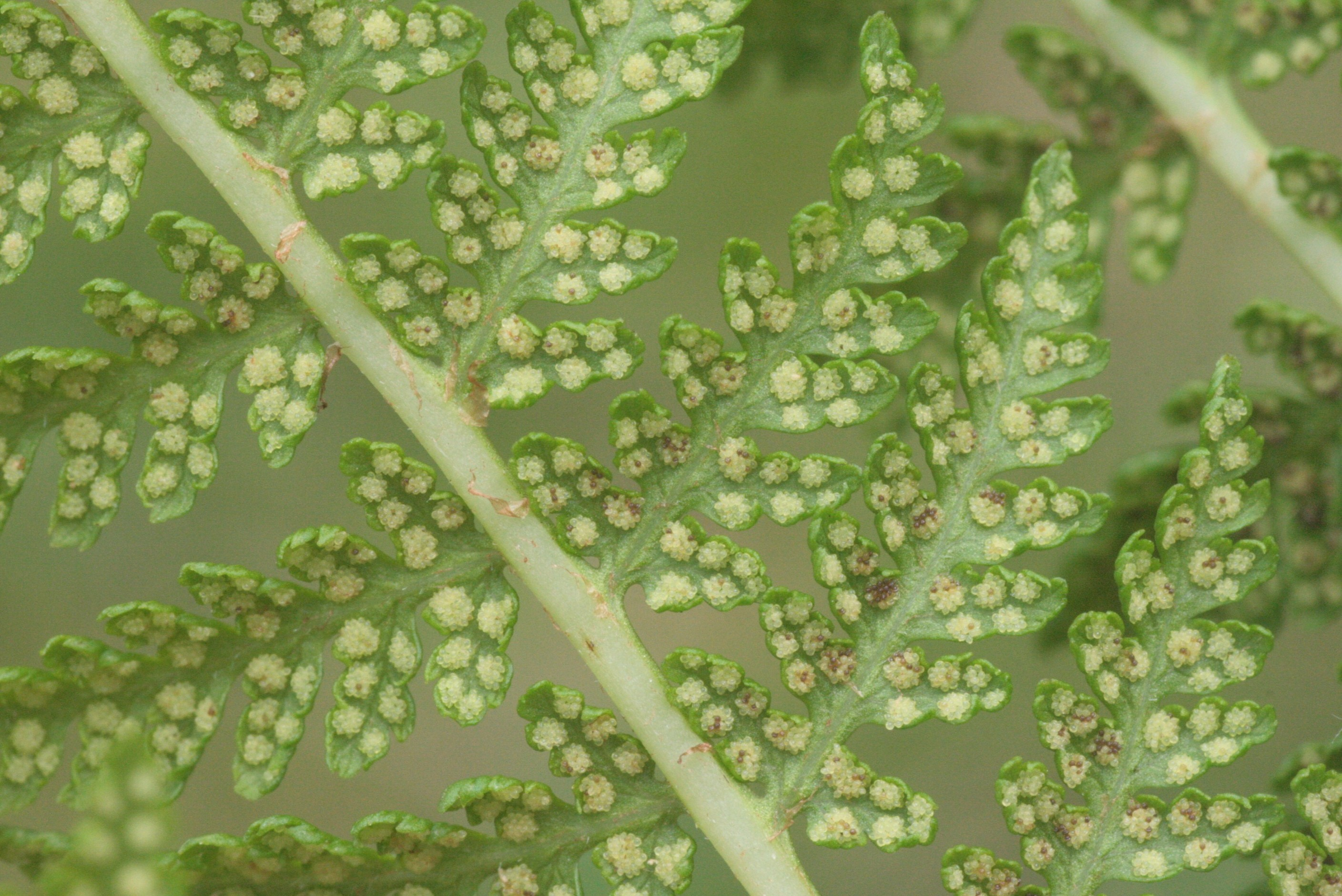
Kupki zalążni

## Biologia i ekologia
Bylina, hemikryptofit, geofit. Siedlisko: wilgotne i cieniste lasy. Lubi gleby kwaśne i wilgotne o małej zawartości wapnia. Występuje w piętrze leśnym regla dolnego, szczególnie w kosodrzewinie oraz na niżu w zespole kwaśnej buczyny. Gatunek charakterystyczny dla klasy (Cl.) Betulo-Adnostyletea i Ass. Athyrietum alpestris, gatunek wyróżniający dla Ass. Aceri-Fagetum. 